# Patrick Mboma
Henri Patrick Mboma Dem, noto come Patrick Mboma  (Douala, 15 novembre 1970), è un dirigente sportivo ed ex calciatore camerunese, di ruolo attaccante, membro del consiglio d'Amministrazione del Rainbow FC Bamenda.
È stato nominato calciatore africano dell'anno nel 2000, anno in cui – con la Nazionale camerunese – ha vinto la medaglia d'oro alle Olimpiadi e la Coppa d'Africa; in entrambi i tornei ha messo a segno 4 reti. Ha vinto ancora la Coppa d'Africa nel 2002 dove ha vinto il titolo di capocannoniere, titolo bissato nel 2004 nonostante l'eliminazione ai quarti di finale. In totale col la maglia del Camerun ha messo a segno 33 gol in 55 presenze, terzo miglior marcatore della storia dei leoni indomabili, dietro a Samuel Eto'o e Roger Milla.

## Carriera

### Club

Mboma al Cagliari nel 1999

Iniziò la sua carriera nel Paris Saint-Germain che lo fece giocare per due stagioni dal 1990 al 1992 con la seconda squadra, militante nella quarta divisione del campionato francese. Nel 1992 venne ceduto in prestito per due stagioni allo Châteauroux. Disputò la prima stagione nella Division 2 e la seconda in seguito alla retrocessione nella Division 3. Con lo Châteauroux realizzò complessivamente in campionato 22 reti in 48 partite.
Nella stagione 1994-1995 disputò con il Paris Saint-Germain il campionato di Ligue 1, scendendo in campo però solo 8 volte, segnando una rete. Vinse la Coppa di Francia ma preferì optare, almeno temporaneamente, per una squadra meno blasonata, il Metz, con cui avrebbe avuto più possibilità di essere titolare. Con la nuova squadra disputò 17 match conditi da 4 reti e conquistò la Coppa di Lega francese.
Ritornato a Parigi dal prestito, fu nuovamente relegato in panchina e non ricevendo offerte in Francia decise di trasferirsi in Giappone, dove divenne il centravanti di punta del Gamba Osaka: realizzò 25 reti in 28 incontri (assicurandosi il titolo di capocannoniere e di miglior calciatore del torneo). Nell'estate del 1998 venne acquistato dal Cagliari, neopromosso in Serie A. Il presidente del Cagliari Massimo Cellino convinse il giocatore a imparare in brevissimo tempo l'italiano, promettendogli dei benefit irrinunciabili. Al momento della firma del contratto si presentò parlando un italiano impeccabile. Ha esordito in Serie A il 13 settembre nella prima giornata di campionato: Cagliari-Inter (2-2). Il 21 marzo 1999 realizza una tripletta in campionato durante l'incontro casalingo contro l'Empoli conclusosi 5-1.
Con i sardi rimase due stagioni (1998-1999, 1999-2000), segnando complessivamente 22 gol; 15 in campionato, di cui 7 nel primo anno ed 8 nel secondo; 7 in Coppa Italia, di cui 6 nella seconda stagione che gli valsero il titolo di capocannoniere della competizione.
Nell'estate del 2000 passò al Parma: in realtà era stato vicinissimo ad approdare all'Hellas Verona, ma il presidente dei gialloblù Giambattista Pastorello aveva affermato: «se partisse Bonazzoli i tifosi mi metterebbero sulla graticola, se poi aggiungiamo l'arrivo di un giocatore di colore con questa tifoseria». Del caso si era occupato anche il ministro Melandri, nel nome della lotta al razzismo negli stadi. In realtà subito dopo lo scandalo, sempre sotto la presidenza Pastorello, sarebbe comunque arrivato a Verona il giocatore di colore Montaño, seguito poco tempo dopo dall'ivoriano Angan, i quali giocarono diverse volte senza mai incappare in problemi di razzismo.
Con il Parma Mboma rimase una stagione e mezza, collezionando in totale 24 presenze in campionato, con 5 gol; con i gialloblù andò inoltre a segno 2 volte in Coppa UEFA. Nel gennaio del 2002 passò in prestito al Sunderland, con cui fece la sua apparizione nella Premier League, per poi spendere i suoi ultimi anni di carriera con la squadra libica dell'Al-Ittihad (Tripoli) e per la seconda volta nel campionato giapponese (Tokyo Verdy e Vissel Kobe le sue ultime società); si ritirò dal calcio giocato il 16 maggio 2005.

### Nazionale
Con la Nazionale camerunese, Mboma esordì nel 1995 e totalizzò 33 reti in 57 partite. È stato il miglior realizzatore con la Nazionale dei "Leoni indomabili", precedendo anche un campione del calibro di Roger Milla, fino a quando è stato superato da Samuel Eto'o. Disputò i mondiali del 1998 e del 2002 segnando un goal in entrambi i tornei, mentre vinse da protagonista l'oro alle Olimpiadi del 2000 segnando 4 goal (quell'anno portò a casa anche il premio di miglior giocatore africano) e conquistò il primo posto in due edizioni consecutive della Coppa d'Africa (2000 e 2002).

## Statistiche

### Presenze e reti nei club
| Stagione                     | Squadra                      | Campionato                   | Campionato | Campionato | Coppe nazionali | Coppe nazionali | Coppe nazionali | Coppe continentali | Coppe continentali | Coppe continentali | Totale | Totale |
| Stagione                     | Squadra                      | Comp                         | Pres       | Reti       | Comp            | Pres            | Reti            | Comp               | Pres               | Reti               | Pres   | Reti   |
| ---------------------------- | ---------------------------- | ---------------------------- | ---------- | ---------- | --------------- | --------------- | --------------- | ------------------ | ------------------ | ------------------ | ------ | ------ |
| 1990-1991                    | Paris Saint-Germain 2        | CFA                          | 8          | 6          | -               | -               | -               | -                  | -                  | -                  | 8      | 6      |
| 1991-1992                    | Paris Saint-Germain 2        | CFA                          | 28         | 23         | -               | -               | -               | -                  | -                  | -                  | 28     | 23     |
| Totale Paris Saint-Germain 2 | Totale Paris Saint-Germain 2 | Totale Paris Saint-Germain 2 | 36         | 29         |                 | -               | -               |                    | -                  | -                  | 36     | 29     |
| 1992-1993                    | Châteauroux                  | D2                           | 19         | 5          | CF              | ?               | ?               | -                  | -                  | -                  | 19+    | 5+     |
| 1993-1994                    | Châteauroux                  | D3                           | 29         | 17         | CF              | ?               | ?               | -                  | -                  | -                  | 27+    | 17+    |
| Totale Châteauroux           | Totale Châteauroux           | Totale Châteauroux           | 48         | 22         |                 | ?               | ?               |                    | -                  | -                  | 48+    | 22+    |
| 1994-1995                    | Paris Saint-Germain          | D1                           | 8          | 1          | CF+CdL          | 2+2             | 0+1             | UCL                | 1                  | 2                  | 13     | 4      |
| 1995-1996                    | Metz                         | D1                           | 17         | 4          | CF+CdL          | 1+4             | 0+2             | Int                | 5                  | 0                  | 27     | 6      |
| 1996-1997                    | Paris Saint-Germain          | D1                           | 8          | 1          | CF+CdL          | 0               | 0               | CdC                | 3                  | 1                  | 11     | 2      |
| Totale Paris Saint-Germain   | Totale Paris Saint-Germain   | Totale Paris Saint-Germain   | 16         | 2          |                 | 4               | 1               |                    | 4                  | 3                  | 24     | 6      |
| 1997                         | Gamba Osaka                  | J1                           | 28         | 25         | CYN+CI          | 5+1             | 4+0             | -                  | -                  | -                  | 34     | 29     |
| 1998                         | Gamba Osaka                  | J1                           | 6          | 4          | CYN+CI          | 0               | 0               | -                  | -                  | -                  | 6      | 4      |
| Totale Gamba Osaka           | Totale Gamba Osaka           | Totale Gamba Osaka           | 34         | 29         |                 | 6               | 4               |                    | -                  | -                  | 40     | 33     |
| 1998-1999                    | Cagliari                     | A                            | 13         | 7          | CI              | 2               | 1               | -                  | -                  | -                  | 15     | 8      |
| 1999-2000                    | Cagliari                     | A                            | 27         | 8          | CI              | 4               | 6               | -                  | -                  | -                  | 31     | 14     |
| Totale Caglari               | Totale Caglari               | Totale Caglari               | 40         | 15         |                 | 6               | 7               |                    | -                  | -                  | 46     | 22     |
| 2000-2001                    | Parma                        | A                            | 20         | 5          | CI              | 4               | 0               | CU                 | 3                  | 1                  | 27     | 6      |
| 2001-gen. 2002               | Parma                        | A                            | 4          | 0          | CI              | 2               | 0               | UCL+CU             | 1+1                | 0+1                | 8      | 1      |
| Totale Parma                 | Totale Parma                 | Totale Parma                 | 24         | 5          |                 | 6               | 0               |                    | 5                  | 2                  | 35     | 7      |
| gen.-giu. 2002               | Sunderland                   | PL                           | 9          | 1          | FACup+CdL       | -               | -               | -                  | -                  | -                  | 9      | 1      |
| 2002-2003                    | Al-Ittihad                   | LPL                          | 28         | 12         | CL              | ?               | ?               |                    | -                  | -                  | 28+    | 12+    |
| 2003                         | Tokyo Verdy                  | J1                           | 23         | 13         | CYN+CI          | 3+3             | 3+0             | -                  | -                  | -                  | 29     | 16     |
| 2004                         | Tokyo Verdy                  | J1                           | 12         | 4          | CYN+CI          | 5+0             | 4+0             | -                  | -                  | -                  | 17     | 8      |
| Totale Tokyo Verdy           | Totale Tokyo Verdy           | Totale Tokyo Verdy           | 35         | 17         |                 | 11              | 7               |                    | -                  | -                  | 46     | 24     |
| 2004                         | Vissel Kōbe                  | J1                           | 6          | 2          | CYN+CI          | -               | -               | -                  | -                  | -                  | 6      | 2      |
| 2005                         | Vissel Kōbe                  | J1                           | 4          | 0          | CYN+CI          | 0               | 0               | -                  | -                  | -                  | 4      | 0      |
| Totale Vissel Kōbe           | Totale Vissel Kōbe           | Totale Vissel Kōbe           | 10         | 2          |                 | 0               | 0               |                    | -                  | -                  | 10     | 2      |
| Totale carriera              | Totale carriera              | Totale carriera              | 297        | 138        |                 | 38+             | 21+             |                    | 14                 | 5                  | 349+   | 164+   |

### Cronologia presenze e reti in nazionale
| Cronologia completa delle presenze e delle reti in nazionale ― Camerun | Cronologia completa delle presenze e delle reti in nazionale ― Camerun | Cronologia completa delle presenze e delle reti in nazionale ― Camerun | Cronologia completa delle presenze e delle reti in nazionale ― Camerun | Cronologia completa delle presenze e delle reti in nazionale ― Camerun | Cronologia completa delle presenze e delle reti in nazionale ― Camerun | Cronologia completa delle presenze e delle reti in nazionale ― Camerun | Cronologia completa delle presenze e delle reti in nazionale ― Camerun |
| Data                                                                   | Città                                                                  | In casa                                                                | Risultato                                                              | Ospiti                                                                 | Competizione                                                           | Reti                                                                   | Note                                                                   |
| ---------------------------------------------------------------------- | ---------------------------------------------------------------------- | ---------------------------------------------------------------------- | ---------------------------------------------------------------------- | ---------------------------------------------------------------------- | ---------------------------------------------------------------------- | ---------------------------------------------------------------------- | ---------------------------------------------------------------------- |
| 24-12-1995                                                             | Yaoundé                                                                | Camerun                                                                | 1 – 0                                                                  | Liberia                                                                | Amichevole                                                             | -                                                                      |                                                                        |
| 10-11-1996                                                             | Lomé                                                                   | Togo                                                                   | 2 – 4                                                                  | Camerun                                                                | Qual. Mondiali 1998                                                    | 1                                                                      | 71’                                                                    |
| 12-1-1997                                                              | Yaoundé                                                                | Camerun                                                                | 0 – 0                                                                  | Angola                                                                 | Qual. Mondiali 1998                                                    | -                                                                      |                                                                        |
| 26-1-1997                                                              | Yaoundé                                                                | Camerun                                                                | 4 – 0                                                                  | Namibia                                                                | Qual. Coppa d'Africa 1998                                              | 2                                                                      |                                                                        |
| 6-4-1997                                                               | Douala                                                                 | Camerun                                                                | 1 – 0                                                                  | Zimbabwe                                                               | Qual. Mondiali 1998                                                    | -                                                                      |                                                                        |
| 27-4-1997                                                              | Douala                                                                 | Camerun                                                                | 2 – 0                                                                  | Togo                                                                   | Qual. Mondiali 1998                                                    | 1                                                                      |                                                                        |
| 8-6-1997                                                               | Luanda                                                                 | Angola                                                                 | 1 – 1                                                                  | Camerun                                                                | Qual. Mondiali 1998                                                    | 1                                                                      |                                                                        |
| 22-6-1997                                                              | Yaoundé                                                                | Camerun                                                                | 2 – 2                                                                  | Gabon                                                                  | Qual. Coppa d'Africa 1998                                              | -                                                                      | Uscita                                                                 |
| 17-8-1997                                                              | Harare                                                                 | Zimbabwe                                                               | 1 – 2                                                                  | Camerun                                                                | Qual. Mondiali 1998                                                    | 2                                                                      |                                                                        |
| 15-11-1997                                                             | Liverpool                                                              | Inghilterra                                                            | 2 – 0                                                                  | Camerun                                                                | Amichevole                                                             | -                                                                      | 77’                                                                    |
| 11-2-1998                                                              | Ouagadougou                                                            | Guinea                                                                 | 2 – 2                                                                  | Camerun                                                                | Coppa d'Africa 1998 - 1º turno                                         | -                                                                      | 71’                                                                    |
| 15-2-1998                                                              | Ouagadougou                                                            | Camerun                                                                | 2 – 1                                                                  | Algeria                                                                | Coppa d'Africa 1998 - 1º turno                                         | -                                                                      | 78’                                                                    |
| 20-2-1998                                                              | Bobo-Dioulasso                                                         | RD del Congo                                                           | 1 – 0                                                                  | Camerun                                                                | Coppa d'Africa 1998 - Quarti di finale                                 | -                                                                      | 53’                                                                    |
| 27-5-1998                                                              | Arnhem                                                                 | Paesi Bassi                                                            | 0 – 0                                                                  | Camerun                                                                | Amichevole                                                             | -                                                                      |                                                                        |
| 5-6-1998                                                               | Copenaghen                                                             | Danimarca                                                              | 1 – 2                                                                  | Camerun                                                                | Amichevole                                                             | -                                                                      | 88’                                                                    |
| 11-6-1998                                                              | Tolosa                                                                 | Camerun                                                                | 1 – 1                                                                  | Austria                                                                | Mondiali 1998 - 1º turno                                               | -                                                                      |                                                                        |
| 17-6-1998                                                              | Montpellier                                                            | Italia                                                                 | 3 – 0                                                                  | Camerun                                                                | Mondiali 1998 - 1º turno                                               | -                                                                      | 66’                                                                    |
| 23-6-1998                                                              | Nantes                                                                 | Cile                                                                   | 1 – 1                                                                  | Camerun                                                                | Mondiali 1998 - 1º turno                                               | 1                                                                      |                                                                        |
| 23-1-1999                                                              | Asmara                                                                 | Eritrea                                                                | 0 – 0                                                                  | Camerun                                                                | Qual. Coppa d'Africa 2000                                              | -                                                                      |                                                                        |
| 28-2-1999                                                              | Yaoundé                                                                | Camerun                                                                | 1 – 0                                                                  | Mozambico                                                              | Qual. Coppa d'Africa 2000                                              | 1                                                                      |                                                                        |
| 11-4-1999                                                              | Maputo                                                                 | Mozambico                                                              | 1 – 6                                                                  | Camerun                                                                | Qual. Coppa d'Africa 2000                                              | 2                                                                      |                                                                        |
| 6-6-1999                                                               | Yaoundé                                                                | Camerun                                                                | 1 – 0                                                                  | Eritrea                                                                | Qual. Coppa d'Africa 2000                                              | -                                                                      |                                                                        |
| 22-1-2000                                                              | Accra                                                                  | Ghana                                                                  | 1 – 1                                                                  | Camerun                                                                | Coppa d'Africa 2000 - 1º turno                                         | -                                                                      | 80’                                                                    |
| 28-1-2000                                                              | Accra                                                                  | Camerun                                                                | 3 – 0                                                                  | Costa d'Avorio                                                         | Coppa d'Africa 2000 - 1º turno                                         | 1                                                                      |                                                                        |
| 31-1-2000                                                              | Kumasi                                                                 | Camerun                                                                | 0 – 1                                                                  | Togo                                                                   | Coppa d'Africa 2000 - 1º turno                                         | -                                                                      |                                                                        |
| 6-2-2000                                                               | Accra                                                                  | Algeria                                                                | 1 – 2                                                                  | Camerun                                                                | Coppa d'Africa 2000 - Quarti di finale                                 | -                                                                      | 61’                                                                    |
| 10-2-2000                                                              | Accra                                                                  | Camerun                                                                | 3 – 0                                                                  | Tunisia                                                                | Coppa d'Africa 2000 - Semifinale                                       | 2                                                                      |                                                                        |
| 13-2-2000                                                              | Lagos                                                                  | Nigeria                                                                | 2 – 2 dts (3 – 4 dtr)                                                  | Camerun                                                                | Coppa d'Africa 2000 - Finale                                           | 1                                                                      |                                                                        |
| 19-4-2000                                                              | Yaoundé                                                                | Camerun                                                                | 3 – 0                                                                  | Somalia                                                                | Qual. Mondiali 2002                                                    | 1                                                                      | 76’                                                                    |
| 18-6-2000                                                              | Tripoli                                                                | Libia                                                                  | 0 – 3                                                                  | Camerun                                                                | Qual. Mondiali 2002                                                    | 3                                                                      |                                                                        |
| 4-10-2000                                                              | Saint-Denis                                                            | Francia                                                                | 1 – 1                                                                  | Camerun                                                                | Amichevole                                                             | 1                                                                      | 66’                                                                    |
| 25-1-2001                                                              | Cotonou                                                                | Benin                                                                  | 1 – 3                                                                  | Camerun                                                                | Amichevole                                                             | 1                                                                      |                                                                        |
| 28-1-2001                                                              | Lomé                                                                   | Togo                                                                   | 0 – 2                                                                  | Camerun                                                                | Qual. Mondiali 2002                                                    | 1                                                                      | 75’                                                                    |
| 25-2-2001                                                              | Douala                                                                 | Camerun                                                                | 1 – 0                                                                  | Zambia                                                                 | Qual. Mondiali 2002                                                    | 1                                                                      |                                                                        |
| 22-4-2001                                                              | Yaoundé                                                                | Camerun                                                                | 1 – 0                                                                  | Libia                                                                  | Qual. Mondiali 2002                                                    | -                                                                      | 86’                                                                    |
| 31-5-2001                                                              | Ibaraki                                                                | Brasile                                                                | 2 – 0                                                                  | Camerun                                                                | Conf. Cup 2001 - 1º turno                                              | -                                                                      | 77’                                                                    |
| 2-6-2001                                                               | Niigata                                                                | Giappone                                                               | 2 – 0                                                                  | Camerun                                                                | Conf. Cup 2001 - 1º turno                                              | -                                                                      |                                                                        |
| 4-6-2001                                                               | Niigata                                                                | Camerun                                                                | 2 – 0                                                                  | Canada                                                                 | Conf. Cup 2001 - 1º turno                                              | 1                                                                      | 70’                                                                    |
| 1-7-2001                                                               | Yaoundé                                                                | Camerun                                                                | 2 – 0                                                                  | Togo                                                                   | Qual. Coppa d'Africa 2002                                              | -                                                                      | 68’                                                                    |
| 14-11-2001                                                             | Poznań                                                                 | Polonia                                                                | 0 – 0                                                                  | Camerun                                                                | Amichevole                                                             | -                                                                      | 72’                                                                    |
| 7-1-2002                                                               | Ouagadougou                                                            | Burkina Faso                                                           | 1 – 3                                                                  | Camerun                                                                | Amichevole                                                             | 1                                                                      | Uscita                                                                 |
| 11-1-2002                                                              | Tunisi                                                                 | Tunisia                                                                | 0 – 1                                                                  | Camerun                                                                | Amichevole                                                             | -                                                                      |                                                                        |
| 20-1-2002                                                              | Sikasso                                                                | Camerun                                                                | 1 – 0                                                                  | RD del Congo                                                           | Coppa d'Africa 2002 - 1º turno                                         | 1                                                                      |                                                                        |
| 25-1-2002                                                              | Sikasso                                                                | Camerun                                                                | 1 – 0                                                                  | Costa d'Avorio                                                         | Coppa d'Africa 2002 - 1º turno                                         | 1                                                                      |                                                                        |
| 29-1-2002                                                              | Sikasso                                                                | Camerun                                                                | 3 – 0                                                                  | Togo                                                                   | Coppa d'Africa 2002 - 1º turno                                         | -                                                                      |                                                                        |
| 4-2-2002                                                               | Sikasso                                                                | Egitto                                                                 | 0 – 1                                                                  | Camerun                                                                | Coppa d'Africa 2002 - Quarti di finale                                 | 1                                                                      |                                                                        |
| 26-5-2002                                                              | Kōbe                                                                   | Inghilterra                                                            | 2 – 2                                                                  | Camerun                                                                | Amichevole                                                             | -                                                                      | 66’                                                                    |
| 1-6-2002                                                               | Niigata                                                                | Camerun                                                                | 1 – 1                                                                  | Irlanda                                                                | Mondiali 2002 - 1º turno                                               | 1                                                                      | 69’                                                                    |
| 6-6-2002                                                               | Saitama                                                                | Camerun                                                                | 1 – 0                                                                  | Arabia Saudita                                                         | Mondiali 2002 - 1º turno                                               | -                                                                      | 74’                                                                    |
| 11-6-2002                                                              | Shizuoka                                                               | Camerun                                                                | 0 – 2                                                                  | Germania                                                               | Mondiali 2002 - 1º turno                                               | -                                                                      | 80’                                                                    |
| 19-11-2003                                                             | Ōita                                                                   | Giappone                                                               | 0 – 0                                                                  | Camerun                                                                | Amichevole                                                             | -                                                                      | 80’                                                                    |
| 25-1-2004                                                              | Susa                                                                   | Camerun                                                                | 1 – 1                                                                  | Algeria                                                                | Coppa d'Africa 2004 - 1º turno                                         | 1                                                                      | 76’                                                                    |
| 29-1-2004                                                              | Sfax                                                                   | Camerun                                                                | 5 – 3                                                                  | Zimbabwe                                                               | Coppa d'Africa 2004 - 1º turno                                         | 3                                                                      | 71’                                                                    |
| 3-2-2004                                                               | Monastir                                                               | Camerun                                                                | 0 – 0                                                                  | Egitto                                                                 | Coppa d'Africa 2004 - 1º turno                                         | -                                                                      | 64’                                                                    |
| 8-2-2004                                                               | Monastir                                                               | Camerun                                                                | 1 – 2                                                                  | Nigeria                                                                | Coppa d'Africa 2004 - Quarti di finale                                 | -                                                                      | 78’                                                                    |
| Totale                                                                 |                                                                        | Presenze                                                               | 55                                                                     |                                                                        | Reti (4º posto)                                                        | 33                                                                     |                                                                        |

## Palmarès

### Club
- Championnat National: 1

Châteauroux: 1993-1994
- Coppa di Lega francese: 2

Paris Saint-Germain: 1994-1995
Metz: 1995-1996
- Coppa di Francia: 1

Paris Saint-Germain: 1994-1995
- Campionato libico: 1

Al-Ittihad Tripoli: 2003
- Coppa dell'Imperatore: 1

Tokyo Verdy: 2004

### Nazionale
- Coppa d'Africa: 2

Ghana-Nigeria 2000, Mali 2002
- Oro olimpico: 1

Sydney 2000

### Individuale
- Capocannoniere del campionato giapponese: 1

1997 (25 gol)
- Capocannoniere della Coppa Italia: 1

1999-2000 (6 gol)
- Capocannoniere della Coppa d'Africa: 2

2002, 2004
- Calciatore africano dell'anno: 1

2000
- BBC African Footballer of the Year: 1

2000